# Wijde Aa (Overijssel)
De Wijde Aa is de naam van een recreatieplas in de Zwolse wijk Aa-landen.
De plas is ontstaan doordat er zand is gewonnen ter ophoging van de bouwgrond van de genoemde woonwijk. De plas is daardoor vrij diep, met een diepste punt van 24 meter. De naam is afgeleid van het riviertje de Aa, waarvan de Westerveldse Aa het enige overgebleven stuk open water is. Oorspronkelijk was de plas kleiner een soort kolk en stond bekend als " De Kolk van Helderlicht " naar de gelijknamige boerderij die naast de plas staat. De boerderij Helderlicht staat reeds vermeld op kaarten van Overijssel uit begin 1800.
De plas wordt gebruikt voor zwemmen, varen en vissen. Het is geen officiële zwemlocatie, dus de waterkwaliteit wordt niet gemonitord. Voor vissen is een visvergunning vereist.